# Sungkyunkwan Universiteit
De Sungkyunkwan Universiteit (SKKU Koreaans: 성균관대학교) is een private Zuid-Koreaanse onderzoeksuniversiteit met campussen in zowel Seoel (sociale- en geesteswetenschappen) als Suwon (natuurwetenschappen). De wortels van de universiteit gaan terug tot het historische Sungkyunkwan dat in 1398 werd gesticht door de Joseon-dynastie in het centrum van Seoel.
In de QS World University Rankings van 2020 staat de Sungkyunkwan Universiteit wereldwijd op een 95ste plaats, waarmee het de 4e Zuid-Koreaanse universiteit op de ranglijst is.